# Sifrhippus
Sifrhippus este un gen dispărut de ecvide care conține speciile S. sandrae și S. grangeri. Sifrhippus este cel mai bătrân ecvideu cunoscut din America de Nord, și fosilele sale vin din Bazinul Bighorn, Wyoming. Un studiu din 2012 a găsit că Arenahippus este sinonim cu Sifrhippus.

## Descriere
Sifrhippus a fost un ecvideu foarte mic, de mărimea unei pisici de casă, variind de la 3.9 la 5.4 kg, mărimea variației, conform unei teorii, depinzând de căldura climei. Sifrhippus sandrae este menționat în literatura timpurie ca Hyracotherium sandrae, dar Fröhlich, argumentând că genul tradițional Hyracotherium nu a fost monofiletic, a repartizat din nou multe dintre speciile sale în alte genuri, și refolosind numele vechi „Eohippus”, pentru unul. Fröhlich i-a dat speciei H. sandrae noul nume generic Sifrhippus, derivat din arabul صِفْر (ṣifr), „zero”, și din grecescul ἵππος (híppos), „cal”.